# Eupenthimia nigra
Eupenthimia nigra är en insektsart som beskrevs av Evans 1972. Eupenthimia nigra ingår i släktet Eupenthimia och familjen dvärgstritar. Inga underarter finns listade i Catalogue of Life.